# Bac de Roda
Bac de Roda – stacja metra w Barcelonie, na linii 2. Stacja została otwarta w 1997.